# Vescomtat de Beaune
El vescomtat de Beaune fou una jurisdicció feudal de Borgonya, centrada a Beaune, concedida pel duc Enric I de Borgonya (965-1002) pel seu fill il·legítim Eudes. Apareix en una donació el 25 d'agost del 1005. Va morir el 27 de maig del 1006 (o un any posterior); estava casat amb Ingola amb la que va tenir tres fills: Joan, tronc dels senyors de Vergy (senyoria que ja dominava abans del 1053), Ascelí, abat de Moustier-Saint-Jean esmentat el 1019 i 1030, i una filla.
Posteriorment apareix com a vescomte un tal Renald, del qual s'ignora el parentiu que podia tenir amb Eudes, esmentat en la fundació de l'abadia del Cister a l'inici del segle xi. Casat amb Hodierna va tenir set fills cap dels quals se sap que portés el títol de vescomte. El vescomtat ja no torna a aparèixer.

## Llista
- Eudes ?-1006
- Joan? 1006 ?
- Desconeguts ?
- Renald ?-1110